# Віндзор Тауншип (округ Йорк, Пенсільванія)
Віндзор Тауншип (англ. Windsor Township) — селище (англ. township) в США, в окрузі Йорк штату Пенсільванія. Населення — 17 853 особи (2020).

## Демографія
Згідно з переписом 2010 року, у селищі мешкали 17 504 особи в 6555 домогосподарствах у складі 5076 родин. Було 6832 помешкання
Расовий склад населення:
| - 92,0 % — білих - 4,6 % — чорних або афроамериканців - 1,4 % — азіатів - 0,1 % — корінних американців |

До двох чи більше рас належало 1,4 %. Частка іспаномовних становила 2,1 % від усіх жителів.
За віковим діапазоном населення розподілялося таким чином: 24,7 % — особи молодші 18 років, 61,2 % — особи у віці 18—64 років, 14,1 % — особи у віці 65 років та старші. Медіана віку мешканця становила 40,6 року. На 100 осіб жіночої статі у селищі припадало 98,2 чоловіків;  на 100 жінок у віці від 18 років та старших — 95,0 чоловіків також старших 18 років.
Середній дохід на одне домашнє господарство  становив 81 651 долар США (медіана — 70 119), а середній дохід на одну сім'ю — 87 679 доларів (медіана — 80 118). Медіана доходів становила 59 256 доларів для чоловіків та 43 521 долар для жінок. За межею бідності перебувало 5,7 % осіб, у тому числі 6,7 % дітей у віці до 18 років та 5,7 % осіб у віці 65 років та старших.
Цивільне працевлаштоване населення становило 8837 осіб. Основні галузі зайнятості: освіта, охорона здоров'я та соціальна допомога — 23,1 %, виробництво — 16,3 %, роздрібна торгівля — 9,7 %, транспорт — 7,9 %.